# ایوانو د ماتئو
ایوانو د ماتئو (ایتالیایی: Ivano De Matteo؛ زادهٔ ۲۲ ژانویه ۱۹۶۶) بازیگر، کارگردان فیلم و فیلم‌نامه‌نویس اهل ایتالیا است.
از فیلم‌هایی که وی در آن‌ها نقش داشته است، می‌توان به دوستان صمیمی، شام و مردم رم اشاره نمود.